# Rufino Cossio
Rufino Cossio (San Miguel de Tucumán, 17 de marzo de 1820 - Tucumán, 27 de febrero de 1887) fue un político argentino.

## Biografía
Nació en una familia acaudalada de la zona. Se dedicó a trabajar sus vastas propiedades en La Ramada, San Patricio, El Rodeo, Overo Pozo y otros puntos de los departamentos de Burruyacú y de Cruz Alta. En la casa de su estancia de La Ramada de Abajo, se había alojado el general San Martín, en 1814.
Después de la organización nacional, Cossio integró largamente la Sala de Representantes de la provincia. Cuando el gobernador José María del Campo nombró una Comisión Municipal para administrar la ciudad (1854), Rufino Cossio fue elegido entre los vecinos expectables que la formarían. Ocupó también una banca en la posterior Corporación Municipal (1868), y la presidió el mismo año de su creación. En 1870, con Ángel C. Padilla y Arcadio Talavera, integró la Comisión de la Sala, que declaró la necesidad de la reforma constitucional. 
En 1879, fue presidente de la Sala de Representantes. Se desempeñaba como senador por la Capital, cuando por motivos de saludo debió renunciar en 1886. Falleció al año siguiente.
- Datos: Q6113511